# Sumup
SumUp Payments Limited (Eigenschreibweise SumUp) ist ein Mobile-Point-of-Sale-Zahlungsdienstleister (mPOS) in Europa mit Hauptsitz in London und Deutschlandsitz in Berlin.

## Unternehmensbeschreibung

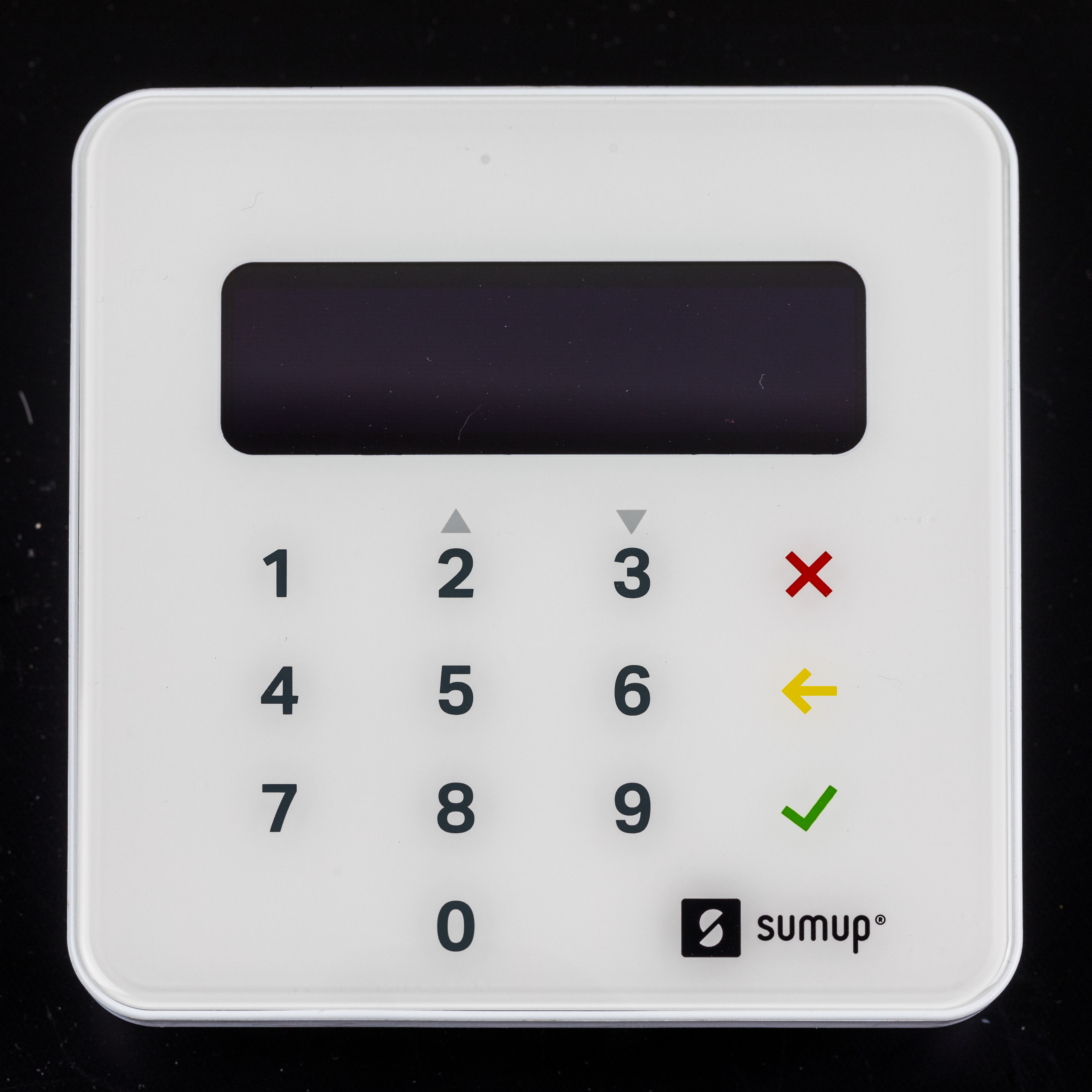
Sumup AIR1 E205

Mit SumUp können Händler Debit- und Kreditkartenzahlungen einschließlich V Pay, Visa, Maestro, Mastercard, American Express, Google Pay und Apple Pay mit ihrem Smartphone oder Tablet akzeptieren. SumUp stellt den Händlern einen Kartenleser zur Verfügung. Mit „SumUp Point of Sale“ bietet man zusätzlich eine Plug-&-Play-Anwendung mit Zugang zu einem Kassensystem. Für seine Leistungen berechnet das Unternehmen eine Provision, bei Debitkarten ca. 1 % und Kreditkarten ca. 2 % – je nach Einsatzland leicht unterschiedlich. 

## Unternehmensgeschichte
Das Unternehmen wurde 2012 durch fünf deutsche Gründer mit Sitz in London und Berlin gegründet und ist seit August des Jahres auf dem deutschen Markt präsent. Es wurde u. a. durch American Express, Groupon, BBVA Ventures und weitere Venture-Capital-Gesellschaften finanziert und hat über 1,5 Milliarden Euro Kapital erhalten (Stand: Juni 2022).
Im April 2016 fusionierte SumUp mit dem Berliner Wettbewerber Payleven, der mit Finanzierung durch Rocket Internet gegründet worden war. In dem Jahr wickelte man ein Zahlungsvolumen von etwa einer Milliarde Euro ab.  und erzielte einen geschätzten Jahresumsatz von über 100 Millionen US-Dollar. SumUp hat nach eigenen Angaben als erster Anbieter mobiler Kartenzahlung Profitabilität erreicht.
Im Sommer 2017 startete die Church of England eine Partnerschaft mit SumUp und Zettle, um bargeldlosen Zahlungsverkehr in 16.000 Kirchen anzubieten.
Im Mai 2018 hatte das Unternehmen 900 Mitarbeiter und einen Umsatz von über 100 Mio. Euro; Ende 2018 lagen die Zahlen bereits bei 1.300 Mitarbeitern und 200 Mio. Euro.
Bei einer Finanzierungsrunde im Juli 2019 wurden 330 Mio. Euro Kapital eingeworben; zu den Investoren gehörten Goldman Sachs und Bain Capital. Im März 2020 hatte man weltweit 1.700 Mitarbeiter, im Oktober 2020 waren es nach eigenen Angaben bereits über 2.000, im Januar 2022 mehr als 3.000.
Im Juni 2022 wurde SumUp bei einer Finanzierungsrunde über 590 Mio. Euro mit rund 8 Mrd. Euro bewertet und zählt seitdem zu den wertvollsten Fintech-Firmen Europas.
In der Schweiz hatten im Jahr 2023 etwa 50.000 Händler das System genutzt und dabei rund zwei Mrd. Schweizer Franken umgesetzt.

## Lizenzen und Zertifizierungen
Neben der Autorisierung durch die britische Financial Conduct Authority (FCA) als Zahlungsinstitut (Lizenznummer 900700) hat SumUp im August 2019 eine Lizenz als E-Geld-Institut von der litauischen Zentralbank erhalten.
SumUp ist Paylife, Mastercard und Visa (EMV) sowie PCI-DSS zertifiziert. Damit entspricht SumUp den üblichen Sicherheitsstandards für Kartenzahlungen. Das kontaktlose Kartenterminal des Unternehmens besitzt die folgenden Zertifizierungen:
- PCI PTS V3.0 Certified, SRED
- EMV Level 1 & Level 2
- Mastercard TQM
- Mastercard TIP, Visa ADVT
- Visa Ready[33]

## Geographische Ausbreitung
SumUp ist in mehr als 30 Ländern tätig. Im August 2012 startete das Unternehmen in Deutschland, Österreich, England und Irland. Im November 2012 folgten Italien, Spanien und die Niederlande. Einen Monat später, im Dezember 2012, expandierte SumUp nach Frankreich, Belgien und Portugal. Im November 2013 expandierte SumUp nach Brasilien. Seit Mai 2014 hat SumUp auch ein Geschäftsbetrieb in Polen und der Schweiz. Im September 2015 folgte Schweden. Seit Oktober 2016 bietet das Unternehmen seine Dienstleistungen in den USA an.
Im August 2017 kündigte das Unternehmen an, in 15 weitere Länder zu expandieren, unter anderem nach Finnland und Norwegen. Als erstes österreichisches Finanzinstitut ist Anfang 2019 die Volksbank Gruppe in den Vertrieb mit den Kartenterminals eingestiegen.